# Septoria hippocastani
Septoria hippocastani är en svampart som beskrevs av Berk. & Broome 1850. Septoria hippocastani ingår i släktet Septoria och familjen Mycosphaerellaceae.   Inga underarter finns listade i Catalogue of Life.